# マーロン・タパレス
マーロン・タパレス（Marlon Tapales、1992年3月23日 - ）は、フィリピンのプロボクサー。現WBCアジアコンチタネルバンタム級王者。元WBO世界バンタム級王者。元WBAスーパー・IBF世界スーパーバンタム級統一王者。世界2階級制覇王者。

## 来歴
2008年7月18日、北ラナオ州ララでプロデビュー戦をライトフライ級4回戦を行い、初回54秒TKO勝ちを収めた。
2009年5月30日、北スリガオ州スリガオでフィリピンPBFフライ級王者ブリックス・レイと対戦し、6回終了時に棄権した為、プロ初敗戦となり王座獲得に失敗した。
2010年4月9日、北ラナオ州トゥボッドでワーリト・パレナスとフィリピンGABライトフライ級王座決定戦を行い、7回1分19秒TKO勝ちを収め王座獲得に成功した。
2010年6月12日、南サンボアンガ州サンボアンガでチャーリー・カビラと対戦し、12回3-0の判定勝ちを収めGAB王座の初防衛に成功した。
2013年2月23日、ソノラ州エルモシージョのヒムナシオ・デル・エスタード・デ・ソノラでデビッド・サンチェスとWBC世界スーパーフライ級シルバー王座決定戦を行い、12回0-2（113-115、112-116、114-114）の判定負けを喫し王座獲得に失敗した。
2013年5月26日、石川県産業展示館でルーベン・マナカネと117ポンド契約10回戦を行い、4回2分17秒TKO勝ちを収めた。
2013年8月1日、セブ市のウォーターフロント・セブシティ・ホテル&カジノでフレディレックス・ロドリゲスとWBOアジア太平洋バンタム級王座決定戦を行い、12回3-0（2者が119-108、117-110）の判定勝ちを収め王座獲得に成功した。
2014年4月13日、石川県産業展示館で木村隼人と119ポンド契約10回戦を行い、5回1分40秒、2-0の負傷判定勝ちを収めた。
2014年6月28日、北ラナオ州トゥボッドでファディリ・マジハと対戦し、12回3-0（119-108、117-110×2）の判定勝ちを収めWBOアジア太平洋王座の初防衛に成功した。
2015年12月16日、京都市の島津アリーナ京都でWBO世界バンタム級2位の大森将平とWBO世界バンタム級挑戦者決定戦を行い、2回1分35秒TKO勝ちを収めプンルアン・ソー・シンユーへの挑戦権獲得に成功した。
2016年7月27日、アユタヤでWBO世界バンタム級王者プンルアン・ソー・シンユーと対戦し、11回37秒KO勝ちを収め王座獲得に成功した。8月15日、WBOの2016年8月度月間MVPに選出された。
2017年4月23日、大阪府立体育会館でWBO世界バンタム級6位の大森将平と対戦し、初防衛を目指したが、前日計量で54.3kgを計測し規定体重の53.52kgを800g超過し、2時間の猶予を与えられサウナに直行したものの、制限時間の15分前に臨んだ再計量でも規定体重を900g超過していたことによりタパレス陣営がギブアップして王座を剥奪された。試合はタパレスが勝てば王座は空位となり、大森が勝てば大森が新王者となる条件で行われたが、タパレスが11回16秒TKO勝ちを収めたため王座は空位となった。
2019年12月7日、ダニエル・ローマンの負傷により設けられたIBF世界スーパーバンタム級暫定王座を懸けて、元同正規王者でIBF世界スーパーバンタム級1位の岩佐亮佑とニューヨークのバークレイズ・センターで対戦。試合は3回に岩佐の左ボディでタパレスがダウン。タパレスはバッティングによるダウンをアピールしたが、裁定はダウンのままだった。そして11回には、岩佐の左ストレートでダウン。タパレスは休んでから立ち上がったものの、フラついたところでレフェリーが試合を止め、11回1分9秒TKO負けを喫した。
2021年7月、妻子を母国に残し、拠点をアメリカに移す。
2021年12月11日、カリフォルニア州の ディグニティ・ヘルス・スポーツ・パーク・テニスコートで行われたIBF世界スーパーバンタム級挑戦者決定戦で、同級10位の勅使河原弘晶と対戦し、勅使河原から計3度のダウンを奪い、2回6秒のKO勝ちを収めた。
2023年4月8日、テキサス州サンアントニオのボーイング・センター・アット・テックポートで、WBAスーパー・IBF世界スーパーバンタム級統一王者のムロジョン・アフマダリエフと対戦し、12回2-1の判定勝ちを収め2階級制覇を達成した。
2023年12月26日に有明アリーナにおいて、WBC・WBO世界スーパーバンタム級統一王者の井上尚弥と4団体統一戦を行い、10回1分2秒KO負けを喫し、WBA・IBF王座から陥落した。
2024年5月10日、パサイのミダス・ホテル&カジノでナッタポン・ジャンケーウとABCO大陸スーパーバンタム級王座決定戦を行い、初回2分15秒KO勝ちを収め王座獲得に成功した。

## 戦績
- プロボクシング：44戦 40勝 (20KO) 4敗

| 戦           | 日付           | 勝敗 | 時間     | 内容         | 対戦相手                       | 国籍           | 備考                                                            |
| ------------ | -------------- | ---- | -------- | ------------ | ------------------------------ | -------------- | --------------------------------------------------------------- |
| 1            | 2008年7月18日  | ☆    | 1R 0:54  | TKO          | ネストール・ガモロ             | フィリピン     | プロデビュー戦                                                  |
| 2            | 2008年8月23日  | ☆    | 4R       | 判定 2-0     | シェルウィン・マクドルンガイ   | フィリピン     |                                                                 |
| 3            | 2008年9月20日  | ☆    | 6R       | 判定 3-0     | ジェロム・ツヨール             | フィリピン     |                                                                 |
| 4            | 2008年11月19日 | ☆    | 6R       | 判定 3-0     | フレディ・マルティネス         | フィリピン     |                                                                 |
| 5            | 2008年12月27日 | ☆    | 1R 2:32  | TKO          | チャーリー・ラミラ             | フィリピン     |                                                                 |
| 6            | 2009年1月15日  | ☆    | 8R       | 判定 3-0     | ライアン・タンパス             | フィリピン     |                                                                 |
| 7            | 2009年3月25日  | ☆    | 10R      | 判定 3-0     | ロデル・テハレス               | フィリピン     |                                                                 |
| 8            | 2009年4月19日  | ☆    | 10R      | 判定 3-0     | マイケル・ロドリゲス           | フィリピン     |                                                                 |
| 9            | 2009年5月30日  | ★    | 6R 終了  | TKO          | ブリックス・レイ               | フィリピン     | PBF比国フライ級タイトルマッチ                                   |
| 10           | 2009年8月29日  | ☆    | 10R      | 判定 3-0     | ヘルソン・マンシオ             | フィリピン     |                                                                 |
| 11           | 2009年11月8日  | ☆    | 10R      | 判定 3-0     | アルマンド・デラクルス         | フィリピン     |                                                                 |
| 12           | 2010年1月23日  | ☆    | 2R 2:50  | TKO          | ランディ・ペタルコリン         | フィリピン     |                                                                 |
| 13           | 2010年4月9日   | ☆    | 7R 1:19  | TKO          | ワーリト・パレナス             | フィリピン     | PBF比国フライ級王座決定戦                                       |
| 14           | 2010年6月12日  | ☆    | 12R      | 判定 3-0     | チャーリー・カビジャ           | フィリピン     | PBF防衛1                                                        |
| 15           | 2010年10月6日  | ☆    | 10R      | 判定 3-0     | リチャード・オリサ             | フィリピン     |                                                                 |
| 16           | 2010年11月5日  | ☆    | 10R      | 判定 3-0     | レイ・ミグリノ                 | フィリピン     |                                                                 |
| 17           | 2011年2月6日   | ☆    | 1R 2:46  | KO           | チャーリー・カビジャ           | フィリピン     |                                                                 |
| 18           | 2011年5月6日   | ☆    | 6R       | 判定 2-0     | アレハンドロ・ソロリオ         | アメリカ合衆国 |                                                                 |
| 19           | 2011年6月25日  | ☆    | 4R 1:50  | KO           | ヨッピチャイ・シッサイトーン   | タイ           |                                                                 |
| 20           | 2011年10月9日  | ☆    | 10R      | 判定 3-0     | モービル・マーチン             | ウガンダ       |                                                                 |
| 21           | 2011年11月17日 | ☆    | 3R 1:41  | TKO          | レックス・オリサ               | フィリピン     |                                                                 |
| 22           | 2012年10月20日 | ☆    | 2R 1:10  | KO           | ラス・マヌディン               | インドネシア   |                                                                 |
| 23           | 2013年2月23日  | ★    | 12R      | 判定 0-2     | デビッド・サンチェス           | メキシコ       | WBC世界スーパーフライ級シルバー王座決定戦                       |
| 24           | 2013年5月26日  | ☆    | 4R 2:17  | TKO          | ルーベン・マナカネ             | インドネシア   |                                                                 |
| 25           | 2013年8月1日   | ☆    | 12R      | 判定 3-0     | フレディレックス・ロドリゲス   | フィリピン     | WBOアジア太平洋バンタム級王座決定戦                             |
| 26           | 2014年2月8日   | ☆    | 10R      | 判定 3-0     | ガリー・スサント               | インドネシア   |                                                                 |
| 27           | 2014年4月13日  | ☆    | 5R 終了  | 負傷判定 2-0 | 木村隼人（ワタナベ）           | 日本           |                                                                 |
| 28           | 2014年6月28日  | ☆    | 12R      | 判定 3-0     | ファジーリ・マヒハ             | タンザニア     | WBOアジア太平洋防衛1                                            |
| 29           | 2015年1月31日  | ☆    | 2R 1:51  | KO           | ジェッカー・ブハウェ           | フィリピン     |                                                                 |
| 30           | 2015年12月16日 | ☆    | 2R 1:35  | TKO          | 大森将平（ウォズ）             | 日本           | WBO世界バンタム級挑戦者決定戦                                   |
| 31           | 2016年7月27日  | ☆    | 11R 0:30 | KO           | プンルアン・ソー・シンユー     | タイ           | WBO世界バンタム級タイトルマッチ                                 |
| 32           | 2017年4月23日  | ☆    | 11R 0:16 | TKO          | 大森将平（ウォズ）             | 日本           | 体重超過により王座剥奪                                          |
| 33           | 2018年9月30日  | ☆    | 1R 2:10  | KO           | グッドラック・ムレマ           | タンザニア     |                                                                 |
| 34           | 2019年2月16日  | ☆    | 5R 終了  | TKO          | フェルナンド・バルガス・パーラ | メキシコ       |                                                                 |
| 35           | 2019年6月1日   | ☆    | 3R 1:37  | KO           | ロベルト・カスタネダ           | メキシコ       |                                                                 |
| 36           | 2019年12月7日  | ★    | 11R 1:09 | TKO          | 岩佐亮佑（セレス）             | 日本           | IBF世界スーパーバンタム級暫定王座決定戦                         |
| 37           | 2020年11月21日 | ☆    | 2R 0:46  | TKO          | エデン・ソンソナ               | フィリピン     |                                                                 |
| 38           | 2021年12月11日 | ☆    | 2R 0:06  | KO           | 勅使河原弘晶（三迫）           | 日本           | IBF世界スーパーバンタム級挑戦者決定戦                           |
| 39           | 2022年5月14日  | ☆    | 2R 1:39  | KO           | ホセ・エストラーダ             | メキシコ       |                                                                 |
| 40           | 2023年4月8日   | ☆    | 12R      | 判定 2-1     | ムロジョン・アフマダリエフ     | ウズベキスタン | WBA・IBF世界スーパーバンタム級タイトルマッチ                    |
| 41           | 2023年12月26日 | ★    | 10R 1:02 | KO           | 井上尚弥（大橋）               | 日本           | WBA・WBC・IBF・WBO世界スーパーバンタム級王座統一戦 WBA・IBF陥落 |
| 42           | 2024年5月10日  | ☆    | 1R 2:15  | KO           | ナッタポン・ジャンケーウ       | タイ           | ABCO大陸スーパーバンタム級王座決定戦                            |
| 43           | 2024年9月7日   | ☆    | 10R      | 判定 3-0     | サウラブ・クマール             | インド         | WBCアジア大陸スーパーバンタム級タイトルマッチ                   |
| 44           | 2025年4月27日  | ☆    | 3R 終了  | TKO          | ジョンジョン・ジェット         | インドネシア   | WBCインターナショナルスーパーバンタム級シルバー王座決定戦       |
| テンプレート |                |      |          |              |                                |                |                                                                 |

## 獲得タイトル
- フィリピンGABライトフライ級王座
- WBOアジア太平洋バンタム級王座
- WBO世界バンタム級王座（防衛0=剥奪）
- WBA世界スーパーバンタム級スーパー王座（防衛0）
- IBF世界スーパーバンタム級王座（防衛0）
- ABCO大陸スーパーバンタム級王座
- WBCアジア大陸スーパーバンタム級王座
- WBCアジアコンチタネルバンタム級王座（防衛1）
- WBCインターナショナルスーパーバンタム級シルバー王座